# Dicranella exigua
Dicranella exigua là một loài rêu trong họ Dicranaceae. Loài này được Schwägr. Mitt. mô tả khoa học đầu tiên năm 1869.